# Hakeborn
Hakeborn is een plaats en voormalige gemeente in de Duitse deelstaat Saksen-Anhalt, en maakt deel uit van de Landkreis Salzlandkreis.
Hakeborn telt 805 inwoners.